# Villa Paolina (Viareggio)
La villa Paolina (o palazzo Paolina) è un edificio storico, situato nella città di Viareggio, appartenuto a Paolina Bonaparte, sorella di Napoleone.
La villa fu costruita nel 1822 in riva al mare davanti al luogo (ora divenuto piazza Shelley) dove, secondo la leggenda, il mare restituì il corpo del poeta Percy Bysshe Shelley, morto a Viareggio quello stesso anno a seguito di un naufragio; Paolina amava molto le sue poesie e, si dice, che abbia scelto il luogo di costruzione proprio per questo motivo oltre che per la vicinanza con il mare.
La villa, chiamata anche "Il rifugio di Venere", venne abitata dalla principessa immediatamente dopo la sua costruzione per poter vivere vicino all'uomo che amava, il musicista Giovanni Pacini. Luogo di ritiro di Paolina dopo la morte del fratello Napoleone, fu un luogo di cultura in quanto la principessa amava circondarsi di artisti e musicisti.
La villa, che con l'espandersi della città nel corso del tempo è divenuta ormai parte integrante di essa, è stata riaperta al pubblico dopo i restauri e ospita i "Civici musei di Villa Paolina" e la pinacoteca dedicata all'arte contemporanea.

## Storia

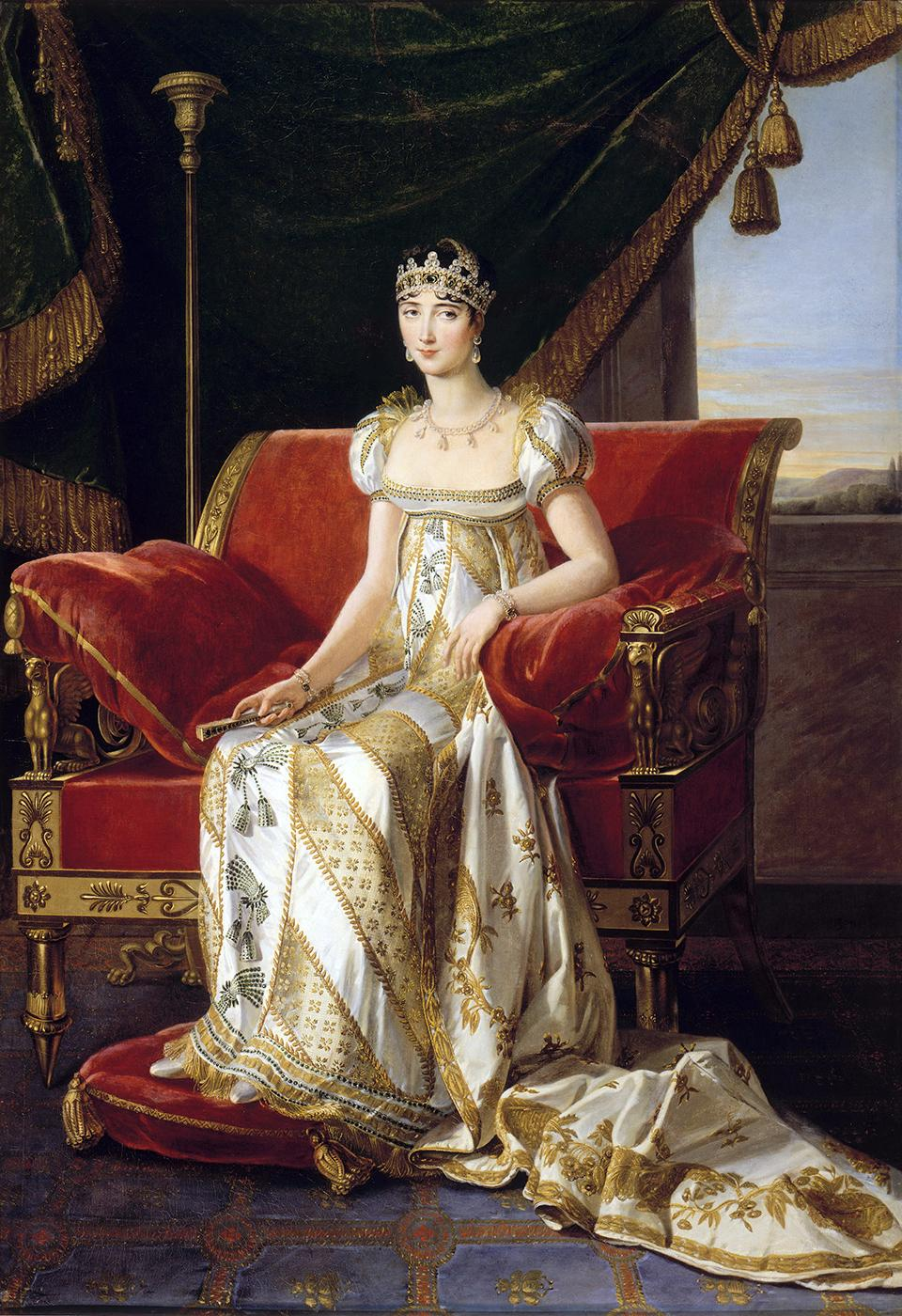
Paolina Bonaparte

Il 22 maggio 1822 furono assegnati a Paolina Bonaparte direttamente dalla duchessa di Lucca, 220 braccia quadrate di terreno nella parte più settentrionale della città per la costruzione di un "palazzo con corrispondente giardino". Paolina di fatto separata dal marito Camillo Filippo Ludovico Borghese, principe di Sulmona e di Rossano, cercava infatti una propria residenza e aveva intenzione di realizzare due ville, una a Viareggio e una a Bagni di Lucca. A corto di denaro e provata dalla morte del fratello nel 1821 decise di stabilirsi a Viareggio.
Allo stesso anno 1822 risale il progetto, opera di Giovanni Lazzarini (1769-1834), dal 1806 architetto del principato napoleonico di Lucca e Piombino, istituito da Napoleone per la sorella Elisa. Successivamente venne assegnata a Paolina anche la sezione di spiaggia sulla quale il palazzo si sarebbe affacciato.
I lavori di costruzione, iniziati già nel 1822, terminarono nella primavera del 1823 e Paolina vi abitò fino al 1825, quando si trasferì per motivi di salute nella residenza di Montughi presso Firenze.
Alla morte della principessa, la villa di Viareggio passò alla sorella Carolina Murat, che vi fece realizzare altri lavori come la realizzazione dell'apparato decorativo interno e la sistemazione del giardino.
Tra il 1858 e il 1870 fu proprietario della villa Vittorio Papanti, che ne fece realizzare un complessivo rinnovamento decorativo e il collegamento delle due ali del fabbricato lasciando aperto soltanto il cavedio centrale e conferendo all'edificio l'attuale struttura compatta.
In seguito la villa fu adattata per divenire alloggio per studenti del Real collegio di Lucca e ulteriormente trasformata negli anni venti in una scuola pubblica, con nuova suddivisione degli spazi interni. Interventi di restauro si ebbero nel 1958, subito dopo le modifiche strutturali imposte all'edificio dal cambio di destinazione, e in precedenza, sulla facciata, tra il 1902 e il 1924. In abbandono dal 1967 in seguito ai conflitti di competenza, il progetto di restauro venne avviato a partire dal 1988 da parte dell'amministrazione comunale di Viareggio e della Soprintendenza di Pisa, dopodiché venne riaperta al pubblico.

## Descrizione

### Architettura
L'esterno della villa è in stile neoclassico francese. Nel progetto l'edificio aveva una pianta quadrata al piano terra costituita da quattro moduli, mentre il primo piano era chiuso soltanto su tre lati con una loggia che dava verso il giardino.

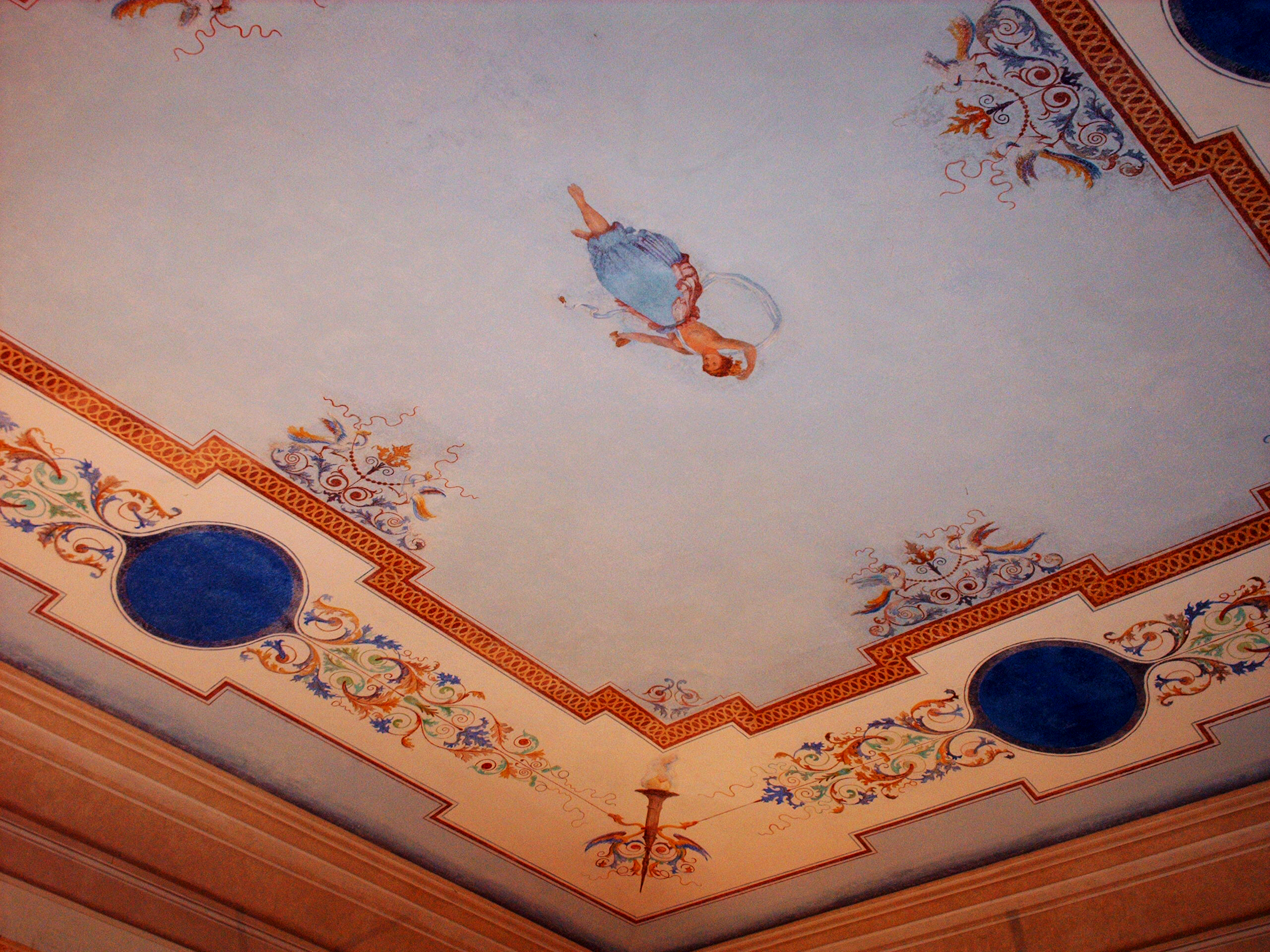
Particolare delle decorazioni dei soffitti

L'edificio è articolato in tre parti: quella padronale adibita alle necessità di Paolina e dei suoi ospiti, quella per il personale di servizio e i servizi come le cucine, le dispense. Gli ambienti sono disposti perimetralmente affacciandosi su tre fronti (mare, strada e giardino) e le camere da letto e i salotti si affacciano sulla spiaggia; con la successiva chiusura della loggia si è venuto a creare anche un quarto affaccio.
La facciata verso il mare è composta da un terrazzo sostenuto da un colonnato in stile neoclassico. L'ingresso è formato anch'esso da due colonne doriche che sostengono un altro terrazzino.

### Giardino
Il giardino, circondato da un muro che divideva l'edificio dalla città, era arricchito di specie esotiche, ma è scomparso durante le modifiche subite.
Vi si trovavano una coffehouse, in asse con la villa, con al centro una sala ottagonale, e un edificio di servizio che comprendeva le scuderie, la rimessa delle carrozze e gli alloggi del cocchiere e del giardiniere. Nel giardino trovava posto anche un teatro con palcoscenico, che veniva allestito quando la principessa ospitava spettacoli e rappresentazioni teatrali.
Il giardino era tagliato in due da un viale che conduceva fino alla villa e lo separava in due zone (est e ovest) allestite in modo completamente differente: il giardino ad est era all'inglese con vialetti tortuosi che portavano al centro dove era presente una vasca;
ad ovest c'era il giardino coltivato a fiori, ordinato in aiuole circolari e rettangolari alternate.
Proseguendo ancora verso ovest, il palazzo si affacciava verso il litorale attraverso uno stradone che arrivava direttamente alla spiaggia. La zona più a sud era coltivata ad orto, oltre a comprendere un vigneto e una serra.

## Decorazione
A causa dei numerosi interventi di modifica subiti, la maggior parte delle decorazioni (dipinti e soffitti decorati) e degli arredi della villa sono ormai andati perduti, ma è stato comunque possibile ricostruirne una parte sulla base dei dipinti e delle annotazioni dell'epoca.
.

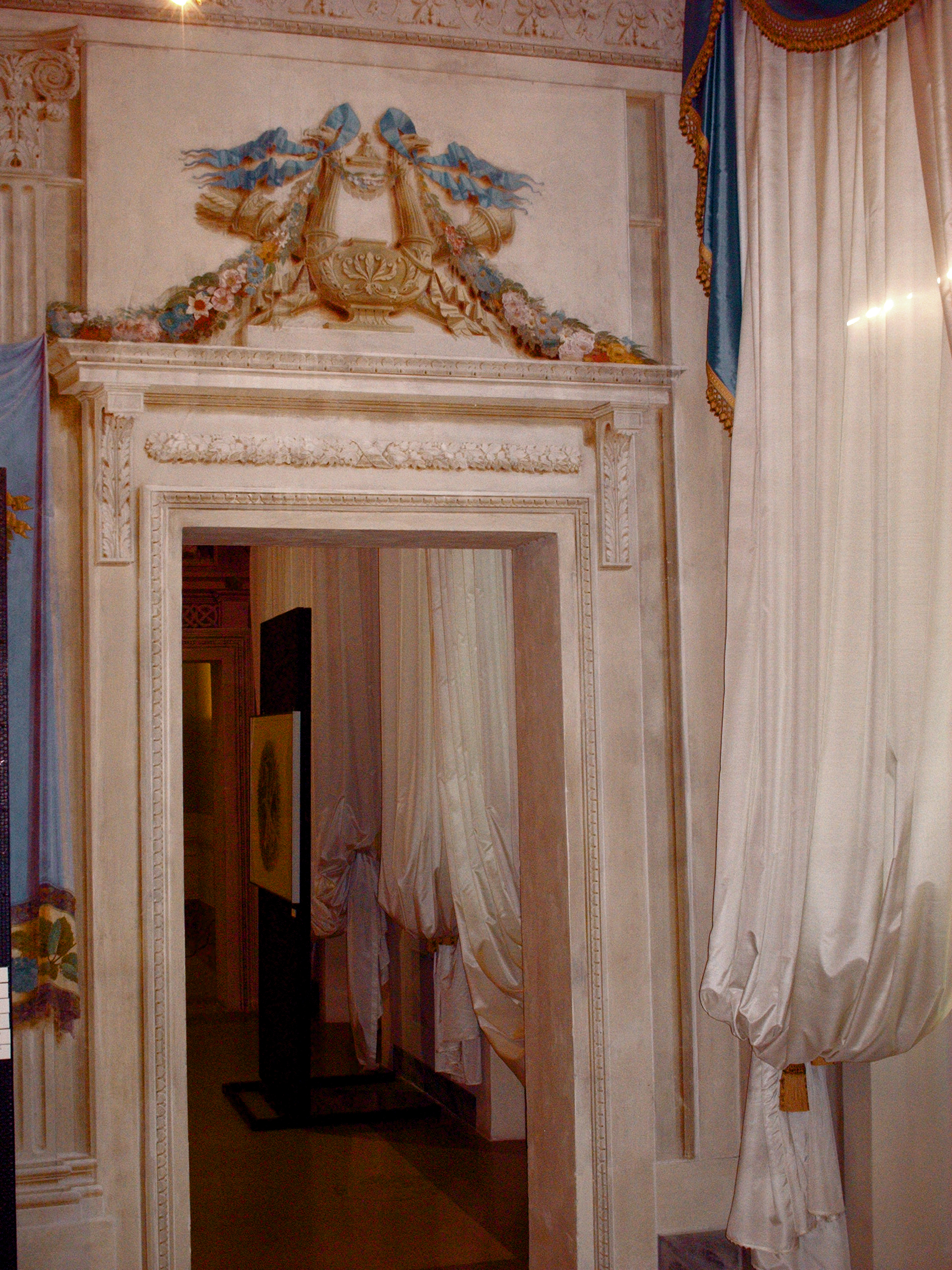
Particolare degli interni restaurati

Le decorazioni degli ambienti interni variano dal pian terreno al primo piano, alternando stili differenti (motivi Neoclassici, con ampio utilizzo di marmo in diverse tonalità, alcune delle quali esplicitamente ispirate a Pompei; motivi orientali con scene del viaggio in Cina di Marco Polo, come metafora delle conquiste del fratello Napoleone; motivi islamici.
La maggior parte delle stanze del pian terreno, oltre che a quelle più piccole del primo piano, erano decorate in beige o bianco insieme a tonalità del verde, come era in voga all'epoca, il tutto unito a griglie architettoniche composte da colonne ioniche.
Alcune stanze ne ricordano alcune della villa reale di Marlia (Lucca), appartenuta alla sorella Elisa.
L'arredamento originale della villa era in stile Luigi XVIII. Con il passaggio a Carolina dovette fondere lo stile italiano, quello inglese e quello francese armoniosamente fra loro come nelle altre ville di Carolina.
Un dipinto voluto da Vittorio Papanti (1858 - 1870) chiamato delle Tre Grazie, raffigura insieme le tre sorelle Bonaparte (Paolina, Elisa e Carolina), in mezzo a figure marine. Rimangono anche tendaggi e decorazioni in stile egittizzante, alle quali erano state sovrapposte scene orientali. Le decorazioni della sala da pranzo prendono a modello quelle del Palazzo Ducale di Lucca. La camera da letto di Paolina era invece interamente tappezzata di stoffa.

## Civici musei di Villa Paolina

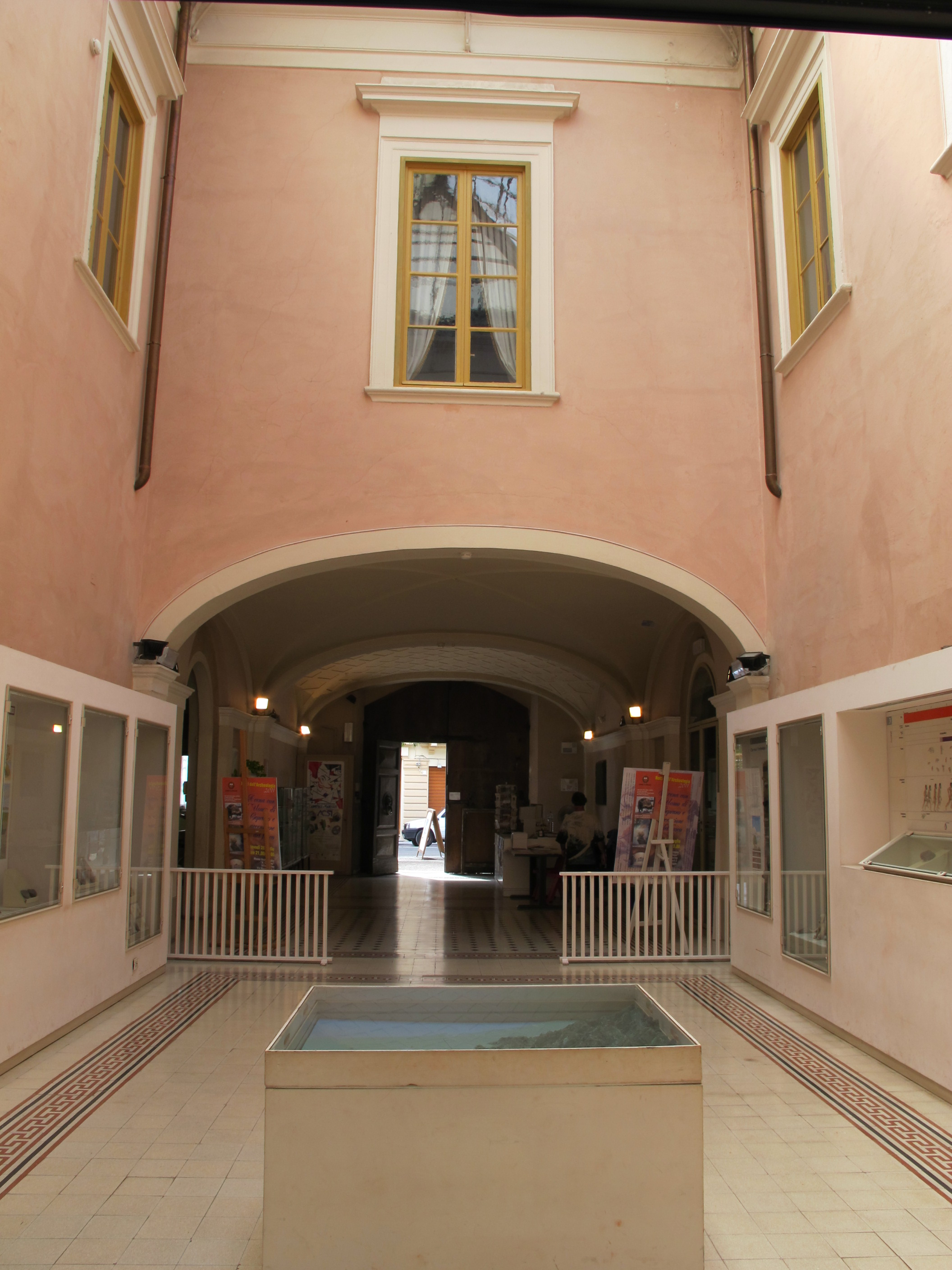
Il cortile

### Museo civico archeologico "Alberto Carlo Blanc"
Il museo archeologico, fondato nel 1974, è ospitato in 9 sale espositive per una superficie dedicata pari a 236 m² e un totale di 433 pezzi esposti, con materiali di epoca preistorica provenienti dalle zone archeologiche della Toscana nord-occidentale. L'attuale esposizione, in senso cronologico, è stata adottata dal 1994

### Museo degli strumenti musicali "Giovanni Ciuffreda"
Il museo dedicato agli strumenti musicali, inaugurato nel 1994, può contare su una superficie di 103 m² dedicati all'esposizione di oltre 400 pezzi, tutti facenti parte di una collezione di strumenti musicali provenienti da Europa, Asia, Africa e Americhe, delle varie epoche a partire dal Seicento fino ai giorni nostri.

### Pinacoteca "Lorenzo Viani"
La pinacoteca "Lorenzo Viani" è dedicata all'arte contemporanea comprendente opere degli artisti quali lo stesso Lorenzo Viani (originario proprio di Viareggio) e di maestri del Novecento come Giorgio de Chirico e Carlo Carrà.